# G.B.C. (ciclismo)
La G.B.C. era una squadra maschile italiana di ciclismo su strada e pista, attiva nel professionismo dal 1964 al 1977.
Sponsorizzata dall'azienda milanese di elettronica di consumo G.B.C., fu attiva con una formazione su strada dal 1964 al 1973 e dal 1976 al 1977, partecipando a otto edizioni del Giro d'Italia e ottenendo un successo di tappa nel Giro d'Italia con Roberto Ballini. Ciclisti marchiati G.B.C. furono protagonisti anche nelle gare su pista, soprattutto nella specialità dell'inseguimento.

## Storia

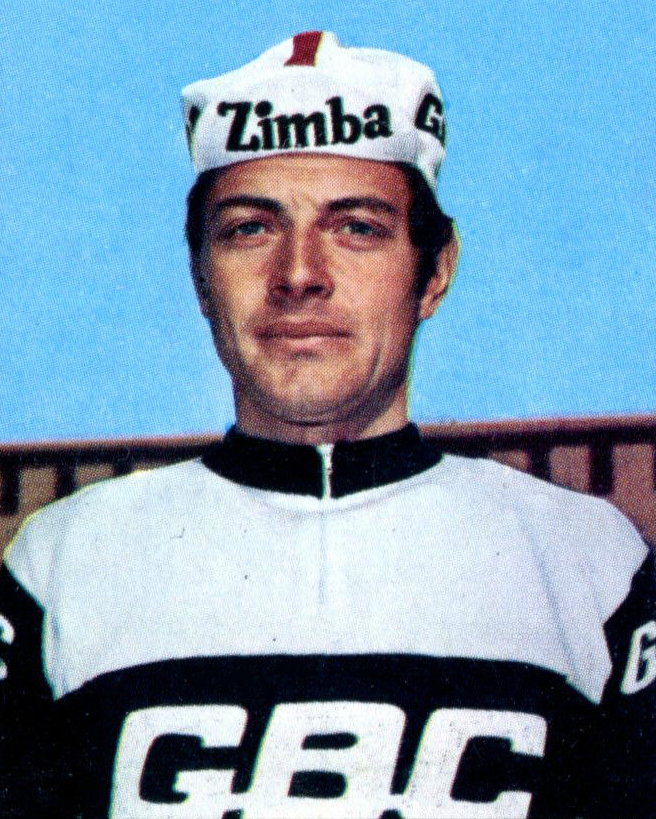
Rolf Maurer in maglia G.B.C. nel 1968

L'azienda di elettronica G.B.C., presieduta da Jacopo Castelfranchi, fu a partire dai primi anni 1960 sponsor di formazioni e atleti in numerosi sport, quali pugilato, pallacanestro, rugby, baseball e calcio (a livello giovanile). G.B.C. fu anche sponsor nelle varie specialità del ciclismo, e nel 1963 patrocinò la G.B.C.-Libertas, squadra professionistica belga capitanata da Rik Van Looy.
A partire dal 1964 venne riavviata la sponsorizzazione di una squadra di professionisti italiani a nome G.B.C. Nei primi anni di attività la squadra fu in evidenza soprattutto nel ciclismo su pista, ottenendo risultati nelle gare di velocità con Sante Gaiardoni e Giovanni Pettenella, nell'inseguimento con Leandro Faggin, nel mezzofondo con Domenico De Lillo e nelle sei giorni con Carlo Rancati. Nel 1968, con l'allestimento di una formazione dedicata alla strada, corsero per la G.B.C. i ciclisti Peter Abt (Svizzera), René Binggeli (Svizzera), Damiano Capodivento, Franco Cribiori, Domenico De Lillo, Giorgio Destro, Auguste Girard (Svizzera), Italo Guerciotti, Rolf Maurer (Svizzera), Domenico Mazzanti, Giovanni Pettenella, Louis Pfenninger (Svizzera), Giuseppe Poli, Dieter Puschel (Germania Ovest), Carlo Rancati e Bernard Vifian (Svizzera). La squadra venne per la prima volta invitata al Giro d'Italia.
Nel 1969 per la G.B.C. corsero su strada e su pista i seguenti ciclisti: Renzo Baldan, Roberto Ballini, Damiano Capodivento, Giorgio Destro, Auguste Girard, Italo Guerciotti, Luciano Luciani, Imerio Massignan, Rolf Maurer, Aldo Moser, Giovanni Pettenella, Louis Pfenninger, Dieter Puschel, Carlo Rancati, Sigi Renz (Germania Ovest) e Willy Spühler (Svizzera). La direzione fu affidata a Franco Cribiori. Durante l'anno arrivò il primo successo per la squadra al Giro d'Italia, con Roberto Ballini vincitore della tappa Parma-Savona.
Nel 1970 i marchi Zimba e Mondia affiancarono il nome G.B.C., che rimase comunque sponsor principale; il direttore sportivo divenne Enzo Moser, fratello di Aldo e Francesco, e l'affiliazione fu spostata in Svizzera. Ciclisti per la stagione furono Peter Abt, Rudi Altig (Germania Ovest), Luigi Arienti, Klaus Bugdahl (Germania Ovest), Peter Frischknecht (Svizzera), Sante Gaiardoni, Auguste Girard, Herman e Max Gretener (Svizzera), Italo Guerciotti, Luciano Luciani, Imerio Massignan, Aldo e Diego Moser, Wilfried Peffgen (Germania Ovest), Fritz Pfenninger (Svizzera), Louis Pfenninger, Dieter Puschel, Carlo Rancati, Félix Rennhard (Svizzera), William Riva, Kurt Rub (Svizzera), Erich Spahn (Svizzera), Erwin Thallmann (Svizzera) e Sergio Toffoletto. Altig diede alla squadra otto successi, tra cui quello nel Gran Premio di Francoforte.
Nel 1971 la squadra si affiliò di nuovo in Italia con il nome di G.B.C.-Zimba. Per la squadra corsero, sempre diretti da Enzo Moser, i ciclisti Rudi Altig, Luigi Arienti, Stefano Benvenuti, Franco Cortinovis, Italo Guerciotti, Lucillo Lievore, Luciano Luciani, Aldo e Diego Moser, Mario Nicoletti, Arturo Pecchielan, Wilfried Peffgen, Louis Pfenninger, Dieter Puschel, Carlo Rancati, Luigi Sgarbozza, Erich Spahn e Bernard Vifian. In stagione Aldo Moser vestì per un giorno la prestigiosa maglia rosa al Giro d'Italia.
Nel 1972 per la G.B.C.-Sony gareggiarono Luigi Arienti, Stefano Benvenuti, Ezio Cardi, Ettore Castoldi, Cipriano Chemello, Silvano Davo, Italo Guerciotti, Mario Lanzafame, Claudio Michelotto, Giorgio Morbiato, Aldo e Diego Moser, Mario Nicoletti, Selvino Poloni, Carlo Rancati, Silvano Schiavon, i fratelli Edi e Jürgen Schneider (Svizzera), Erich Spahn e Dino Zandegù.
Nel 1973 il direttore sportivo divenne Dino Zandegù e il nome fu mutato in G.B.C.-Sony-Furzi. I corridori della stagione furono Mario Anni, Carlo Brunetti, Ezio Cardi, Ettore Castoldi, Giuliano Fontana, Wilmo Francioni, Gianni Fusar Imperatore, Giorgio Morbiato, Wladimiro Panizza, Alessio Peccolo, Carlo Rancati, Silvano Ravagli, Roberto Sorlini e Fritz Wehrli (Svizzera). I principali risultati arrivarono con Panizza, vincitore di Giro della Provincia di Reggio Calabria, Giro di Romagna e sesto al Giro d'Italia, e con Wilmo Francioni, secondo alla Milano-Sanremo. A fine stagione G.B.C. abbandonò le sponsorizzazioni nel professionismo per concentrarsi sulle attività nel ciclismo dilettantistico.